# 涅斯皮什湖

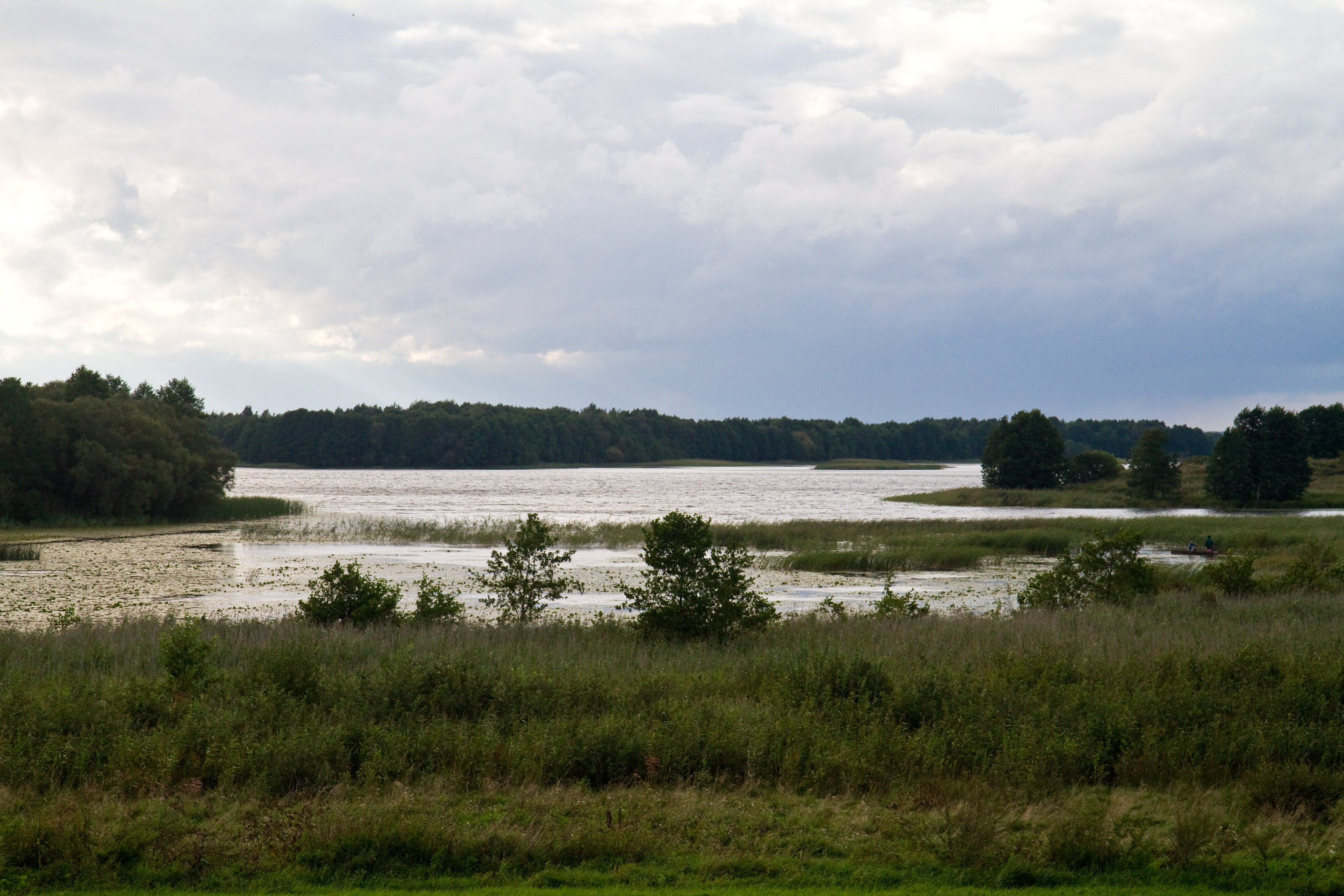
涅斯皮什湖

涅斯皮什湖（白俄羅斯語：Неспіш）是白俄羅斯的湖泊，位於布拉斯拉夫以東4公里，由維捷布斯克州負責管轄，長4.13公里、寬1.4公里，面積4.26平方公里，集水區面積781平方公里，湖岸線長度16.5公里，最大水深6.3米。